# Hoàng tử Ai Cập
Hoàng tử Ai Cập (Tiếng Anh: The Prince of Egypt) là một bộ phim hoạt hình âm nhạc sử thi kinh thánh và là bộ phim hoạt hình đầu tiên mà hãng DreamWorks sản xuất. Bộ phim dựa trên sách Xuất Hành kể về cuộc đời của Hoàng tử Moses, một hoàng tử Ai Cập đã dẫn dắt người Do Thái của tộc mình thoát khỏi đất nước Ai Cập đọa đày. Các đạo diễn của phim là Brenda Chapman, Simon Wells và Steve Hickner. Các ca khúc trong phim do Stephen Schwartz sáng tác, Hans Zimmer sản xuất nhạc và đồng thời còn là người thực hiện phần soạn nhạc phim. Một số tên tuổi lớn của làng diễn viên Hollywood đã tham gia lồng tiếng cho bộ phim này, trong đó các ca sĩ chuyên nghiệp sẽ thay thế họ thực hiện các bài hát ngoại trừ Michelle Pfeiffer, Ralph Fiennes, Steve Martin, Martin Short, và Ofra Haza (người hát số lượng các nhân vật của cô "Deliver Us" bằng 18 ngôn ngữ lồng tiếng trong phim) đều phải tự biểu diễn ca khúc của mình.
Jeffrey Katzenberg là người đã từng đề nghị một bộ phim hoạt hình có đề tài giống với Mười Điều Răn của Chúa khi ông còn làm việc cho Công ty Walt Disney, và ông quyết định đưa ý tưởng này vào công đoạn sản xuất sau khi sáng lập DreamWorks năm 1995. Để thực hiện dự án đầy táo bạo này, DreamWorks Animation đã sử dụng những nghệ sĩ đồ họa từng làm việc cho Walt Disney Animation Studios và gần đây đã giải tán Amblimation, tổng cộng tất cả 350 người từ 34 quốc gia khác nhau. Bộ phim có sự kết hợp của các nét vẽ hoạt hình truyền thống và kỹ xảo máy tính tạo ra bằng việc sử dụng phần mềm từ Toon Boom Animation và Silicon Graphics.